# Ludvig Harboe

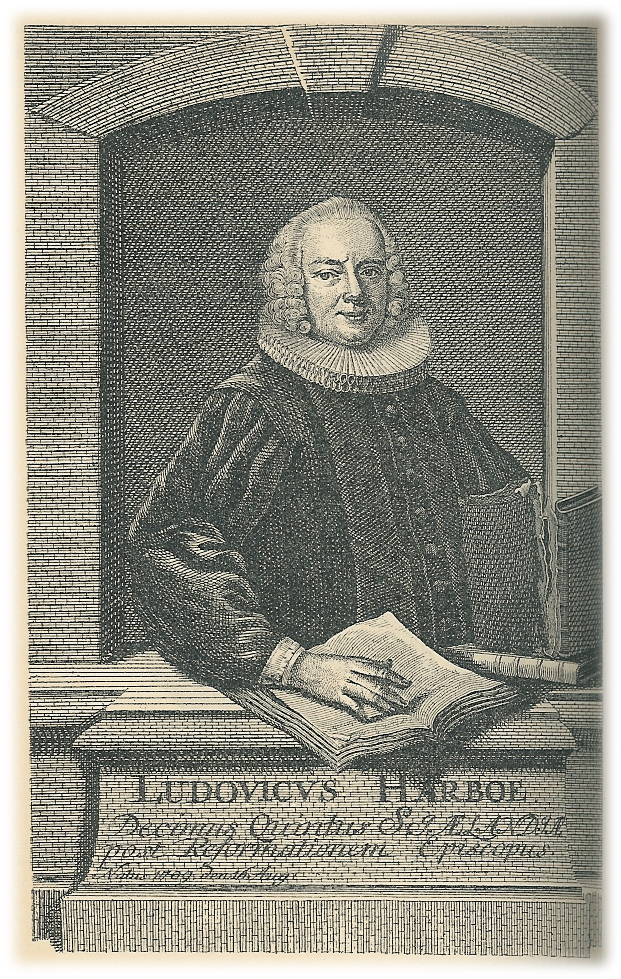
Ludvig Harboe

Ludvig Harboe (* 16. August 1709 in Broager; † 15. Juni 1783 in Kopenhagen) war ein evangelisch-lutherischer Bischof. Er war aus Schleswig gebürtig und später Bischof sowohl der isländischen Bistümer von Skálholt und Hólar als auch der Diözesen von Nidaros in Norwegen und zuletzt Seeland in Dänemark.

## Leben und Ausbildung
Ludvig Harboe wurde als Sohn des Superintendenten und Propstes zu Glücksburg im Herzogtum Holstein Johannes Harboe geboren. Das Gymnasium besuchte er in Hamburg und studierte anschließend Evangelische Theologie in Rostock, Wittenberg und Jena.
Er wurde 1738 evangelisch-lutherischer Prediger an der Garnisonskirche in Kopenhagen, im folgenden Jahr Pfarrer an der Kastelskirken.
Seine Ausbildung und Prägung war zunächst im deutschen Sprachraum erfolgt. Gemäß diesen Interessen begann er im selben Jahr mit der Herausgabe von Schriften unter dem Sammeltitel Dänische Bibliotek oder Sammlung von alten und neuen gelehrten Sachen aus Dännemark. Das Ziel war, den Deutschen wissenschaftliche Literatur aus Dänemark zugänglich zu machen.
Im Jahre 1741 sandte ihn die Leitung der evangelischen Kirche in Dänemark nach Island, das zu der Zeit unter dänischer Herrschaft war. Er übernahm zunächst den Bischofsstuhl von Hólar im Norden des Landes, den er von 1741 bis 1745 innehatte. 1741 untersuchte er auch im Auftrag seiner Kirche den Stand des Alphabetisierung in Island. Nachdem der Sitz des Bischofs von Skálholt in Südisland im Jahre 1744 freigeworden war, übernahm er ihn vorübergehend (bis 1745) gleichzeitig mit seinem anderen Amt. Förmlich zum Bischof geweiht wurde er allerdings erst nach seiner Rückkehr nach Dänemark im Jahre 1745.
Ab 1746 wirkte er als Bischof von Nidaros (Trondheim) in Norwegen. Die Ernennung zu diesem Amt hatte er schon 1743 erhalten.
Im Jahre 1748 kam er nach Dänemark zurück und heiratete Frederikke Louise Hersleb, die Tochter des damaligen Bischofs von Seeland, Peder Hersleb. Er wurde seinem Schwiegervater zunächst als Adjunkt an die Seite gestellt und übernahm nach dessen Tode 1757 den Bischofsstuhl, wodurch er Primas der Dänischen Kirche wurde. 1778 gab er zusammen mit Ove Høegh-Guldberg, dem damaligen Regierungschef, ein neues Gesangbuch heraus. 1782 erhielt er aufgrund seiner angegriffenen Gesundheit seinen Schwiegersohn Nicolai Edinger Balle als Gehilfen, der ihm nach seinem Tod im Bischofsamt nachfolgte.